# Чемпионат СССР по лыжным гонкам 1970
42-й лично-командный чемпионат СССР по лыжным гонкам проводился в Первоуральске (Свердловская область) с 20 по 24 марта 1970 года. Соревнования проводились по шести дисциплинам — гонки на 15 и 30 км, эстафета 4×10 км (мужчины), гонки на 5 и 10 км, эстафета 4х5 км (женщины).
Гонка на 50 км проведена 7 марта в Миассе (Челябинская область) во время IV зимней Спартакиады народов России.

## Медалисты

### Мужчины
|                  | Золото                                                                    | Серебро                                                                            | Бронза                                                                   |
| ---------------- | ------------------------------------------------------------------------- | ---------------------------------------------------------------------------------- | ------------------------------------------------------------------------ |
| Гонка на 15 км   | Воронков Владимир Вооружённые Силы Москва                                 | Веденин Вячеслав «Динамо» Москва                                                   | Акентьев Анатолий Вооружённые Силы Москва                                |
| Гонка на 30 км   | Тараканов Валерий Вооружённые Силы Москва                                 | Симашев Фёдор «Динамо» Москва                                                      | Долганов Владимир «Труд» Омск                                            |
| Эстафета 4х10 км | «Динамо» Наседкин Анатолий Симашев Фёдор Колегов Аркадий Веденин Вячеслав | Вооружённые Силы Скобов Юрий Воронков Владимир Тараканов Валерий Акентьев Анатолий | «Труд» Пронин Иван Долганов Владимир Антоненко Николай Гизатуллин Баязит |
| Гонка на 50 км   | Воронков Владимир Вооружённые Силы Москва                                 | Веденин Вячеслав «Динамо» Москва                                                   | Чаплыгин Геннадий «Динамо» Новосибирск                                   |

### Женщины
|                 | Золото                                                                | Серебро                                                                         | Бронза                                                                      |
| --------------- | --------------------------------------------------------------------- | ------------------------------------------------------------------------------- | --------------------------------------------------------------------------- |
| Гонка на 5 км   | Шебалина Нина «Спартак» Ленинград                                     | Федорова Нина «Труд» Ленинград                                                  | Колчина Алевтина «Динамо» Москва                                            |
| Гонка на 10 км  | Кулакова Галина «Труд» Ижевск                                         | Колчина Алевтина «Динамо» Москва                                                | Федорова Нина «Труд» Ленинград                                              |
| Эстафета 4х5 км | «Труд» Федорова Нина Мухачева Любовь Олюнина Алевтина Кулакова Галина | Вооружённые Силы Пилюшенко Галина Ачкина Рита Емельянова Татьяна Доронина Лидия | «Локомотив» Меньшикова Любовь Григорьева Дина Гусакова Мария Чемезова Ольга |

Лично-командный чемпионат СССР (9-й) в лыжной гонке на 70 км среди мужчин проводился в Кандалакше 5 апреля 1970 года.

### Мужчины (70 км)
|                | Золото                           | Серебро                            | Бронза                                             |
| -------------- | -------------------------------- | ---------------------------------- | -------------------------------------------------- |
| Гонка на 70 км | Веденин Вячеслав «Динамо» Москва | Теребов Николай «Спартак» Кемерово | Чарковский Юрий «Спартак» Петропавловск-Камчатский |